# Asia-Pacific Film Festival
Das Asia-Pacific Film Festival ist ein jährlich seit 1954 stattfindendes Filmfestival mit Filmen aus Asien und den pazifischen Inseln. Es steht unter der Leitung des Board of Directors der Federation of Motion Picture Producers in Asia-Pacific. Seit 2007 wurde das Festival mehrfach ausgesetzt, so bis 2008, 2010 sowie von 2014 bis 2016.
Preise werden in folgenden Kategorien vergeben:
- Best Film
- Best Director
- Best Actor
- Best Actress
- Best Supporting Actor
- Best Supporting Actress
- Best Screenplay
- Best Cinematography
- Best Editing
- Best Sound
- Best Music
- Best Art Director
- Best Documentary
- Best Animation Film
- diverse Special Jury Awards